# Seelhtciichow-kaiyaah
Seelhtciichow-kaiyaah (Sehlchikyo-kaiya), banda North Fork Wailaki Indijanaca, porodica Athapaskan, u kraju od North Fork Eel Rivera, Kalifornija, pa na sjever do Cottonwood Creeka. 
Njihovo ime prevodi se kao "rock red large people". Seelhtciichow-kaiyaah su imali tri sela: "chug-ge-tah" (navodi C. Hart Merriam), K'ai'lhtciitaahdin i K'ai'lhtciitaahdin. 